# Karmična astrologija
Karmična astrologija je veja astrologije, ki vzorce v rojstnem horoskopu povezuje s preteklimi življenji, sedanjim življenjem in prihodnjimi življenji. Interpretacija karmičnega horoskopa temelji na zakonu vzroka in posledice: dejanja iz preteklosti oblikujejo našo sedanjost, dejanja v sedanjosti oblikujejo našo prihodnost.